# Kerk van Haskerhorne
De Kerk van Haskerhorne is een kerkgebouw in Haskerhorne in de Nederlandse provincie Friesland.

## Beschrijving
De zaalkerk uit de 18e eeuw kreeg in 1913 een nieuwe westgevel. De geveltoren heeft een ingesnoerde spits. Het orgel uit 1760 werd in 1873 geplaatst in een kast uit circa 1740.
Het orgel van Adema te Leeuwarden werd ingewijd op 4 april 1869.

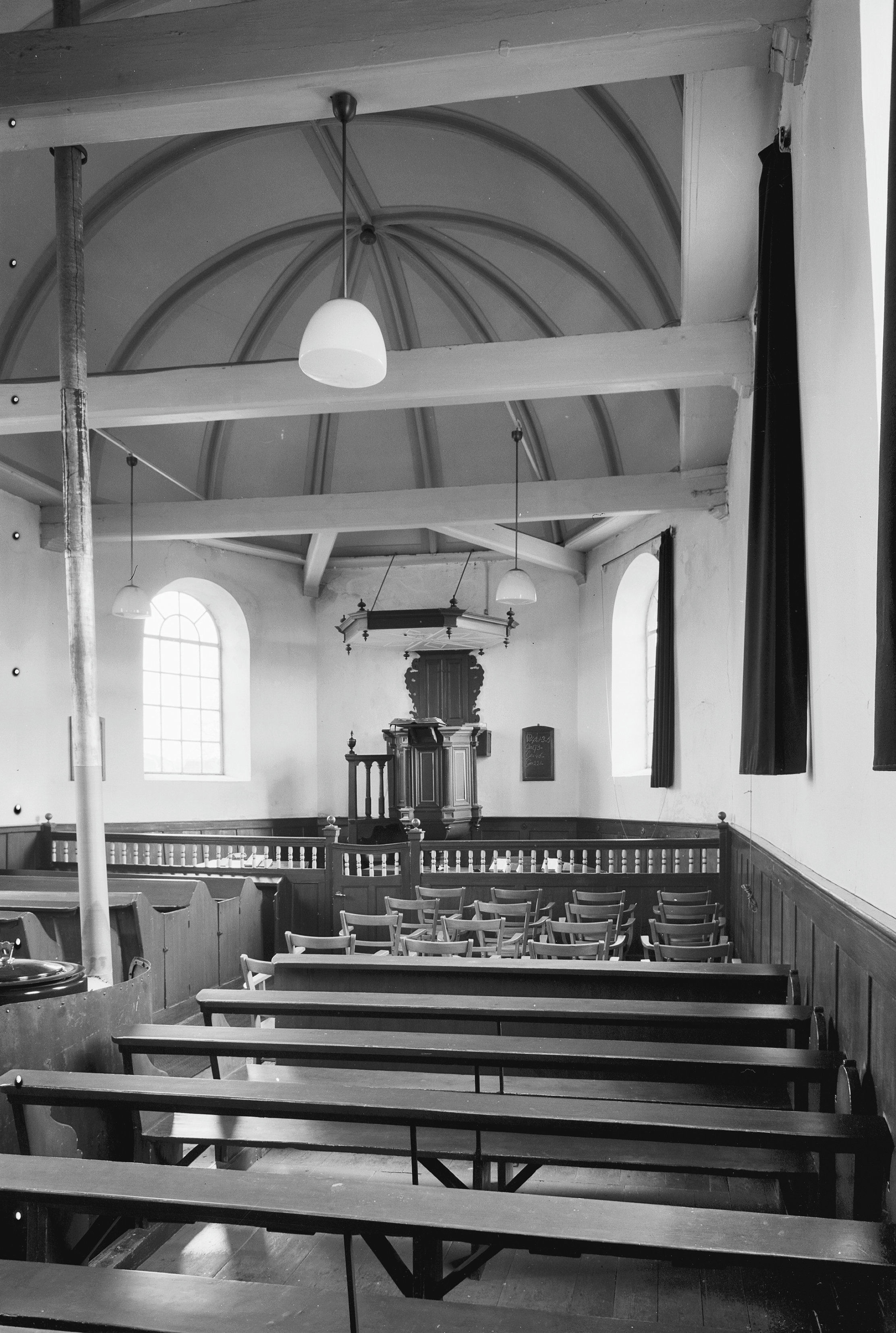
Interieur met preekstoel (1965)
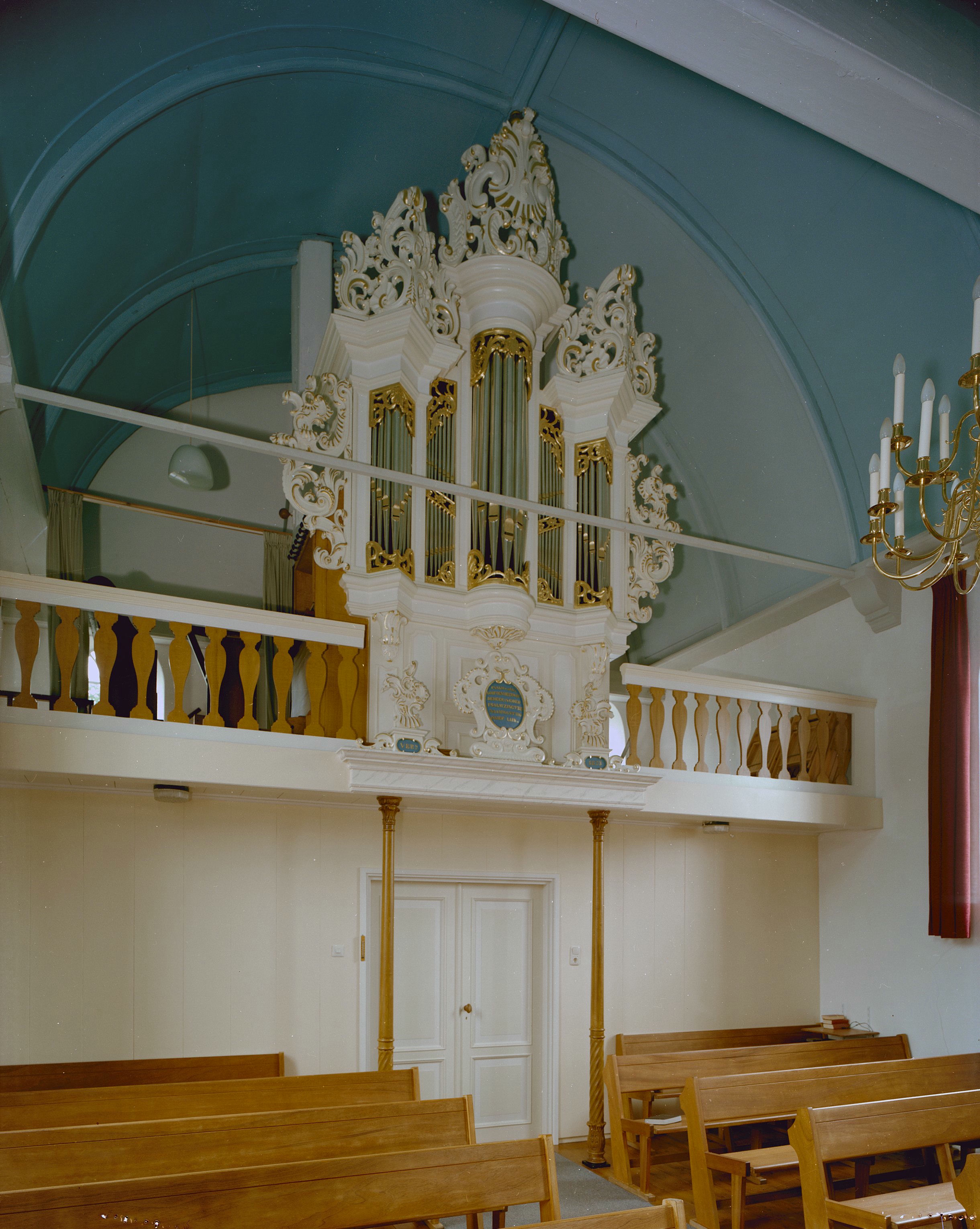
Interieur met orgel (1997)
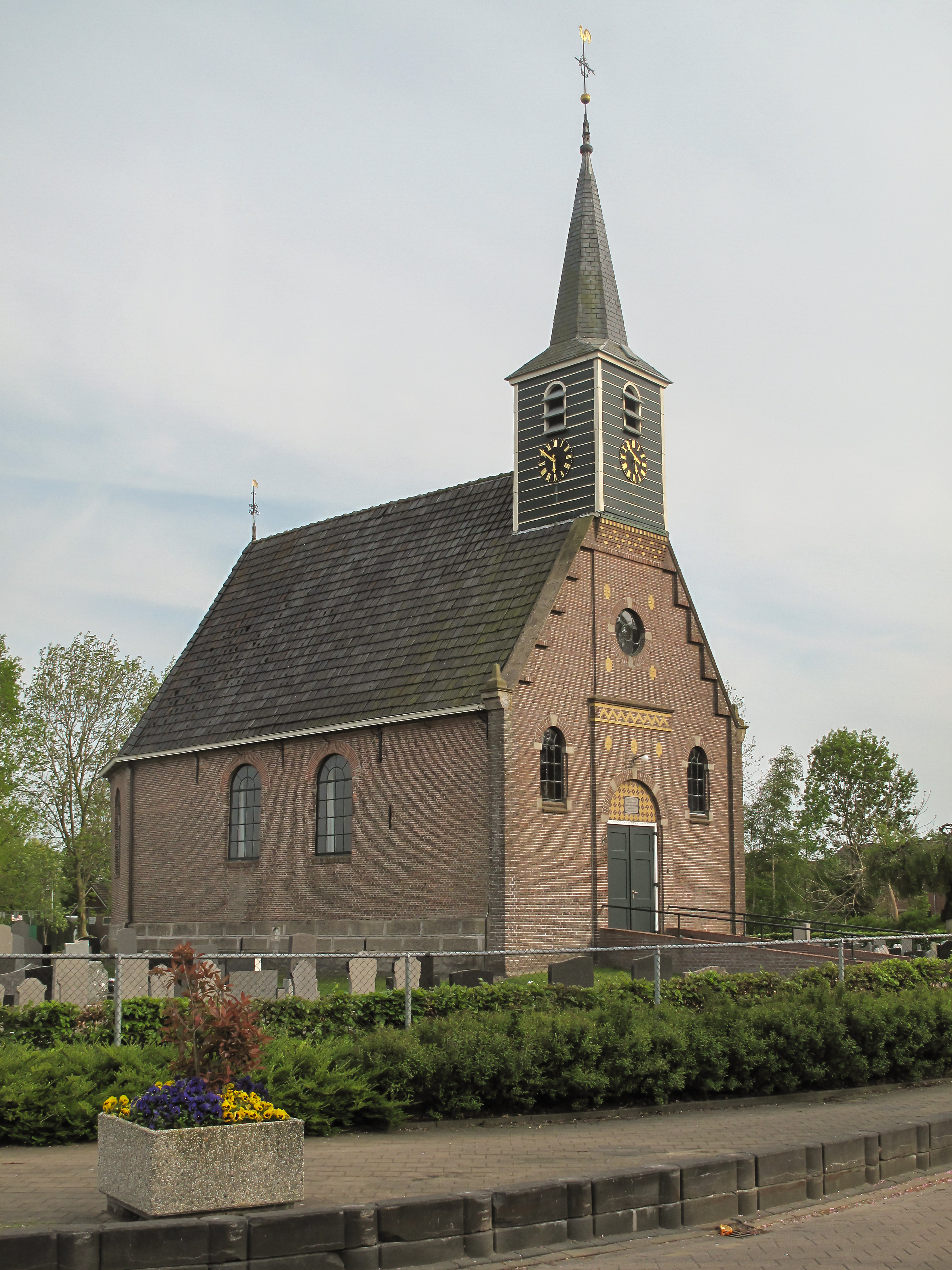
Noordzijde (2011)